# 크리스 우즈
크리스토퍼 찰스 에릭 우즈(Christopher Charles Eric Woods, 1959년 11월 14일 ~ )는 잉글랜드의 전 축구 선수이다. 현재 맨체스터 유나이티드에서 골키퍼 코치를 맡고 있다.
은퇴 후, 1998년부터 2013년까지 에버턴에서 골키퍼 코치를 역임하였고, 2013년부터 데이비드 모예스가 맨유 지휘봉을 잡자, 그를 따라 맨체스터 유나이티드의 골키퍼 코치로 부임하였다.